# Hughes AH-64 Apache
AH-64 Apache je americký bitevní vrtulník používaný od sklonku studené války po současnost. Ve službě u letecké složky US Army a v některých dalších ozbrojených silách nahradil starší typ AH-1 Cobra.
Na krátkých křídlech po bocích může nést až 16 raket AGM-114 Hellfire nebo 76 neřízených raket Hydra 70, případně jejich kombinace. Stroj má v přídi pod trupem instalovaný 30 mm kanón M230. Stroj může operovat ve dne i v noci i za zhoršených povětrnostních podmínek.
Apache byl zkonstruován v 70. letech jako vrtulník pro boj proti obrněné technice. Byl navržen na odhalování a ničení tanků při vysoce mobilním boji a mohl také poskytovat palebnou podporu pozemním jednotkám. Byl vyvinut z prototypu Hughes YAH-64, jenž poprvé vzlétl v roce 1975.

## Vývoj AH-64

### Vyspělý útočný vrtulník (AAH - Advanced Attack Helicopter)

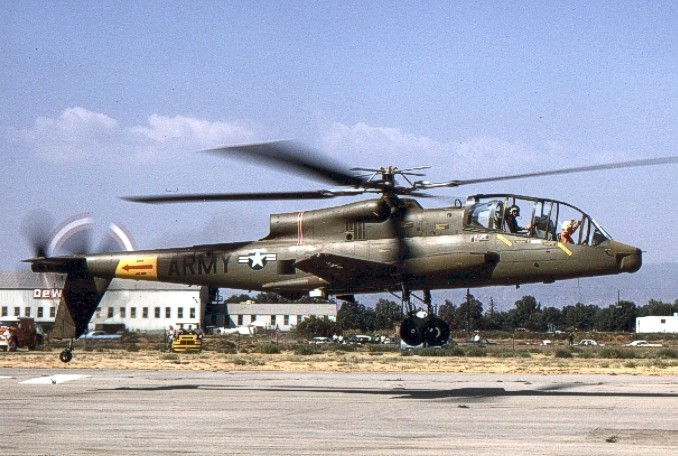
AH-56 Cheyenne, prototyp útočného vrtulníku US Army

Po zrušení programu Lockheed AH-56 Cheyenne hledaly ozbrojené síly Spojených států amerických vzdušný prostředek, který by patřil pod velení pozemní armády, protože Keywestská dohoda z roku 1948 určovala pozemní armádě velet pouze nad těmi prostředky, které nemají pevná křídla letadel. Pozemní armáda chtěla bitevní vrtulník, který by byl lepší než AH-1 Cobra, a to jak v palebném výkonu, tak v dosahu. Kromě toho měl mít schopnost manévrovat těsně nad zemí. Bojovat zejména v noci, s důrazem na nasazení hlavně v evropských podmínkách. V okamžiky přípravy k úderu se měl objevit nad horizontem a odpálit rakety tak, aby se nedostal na dostřel tankových zbraní. V případě potřeby se měl umět bránit i v boji z blízka.

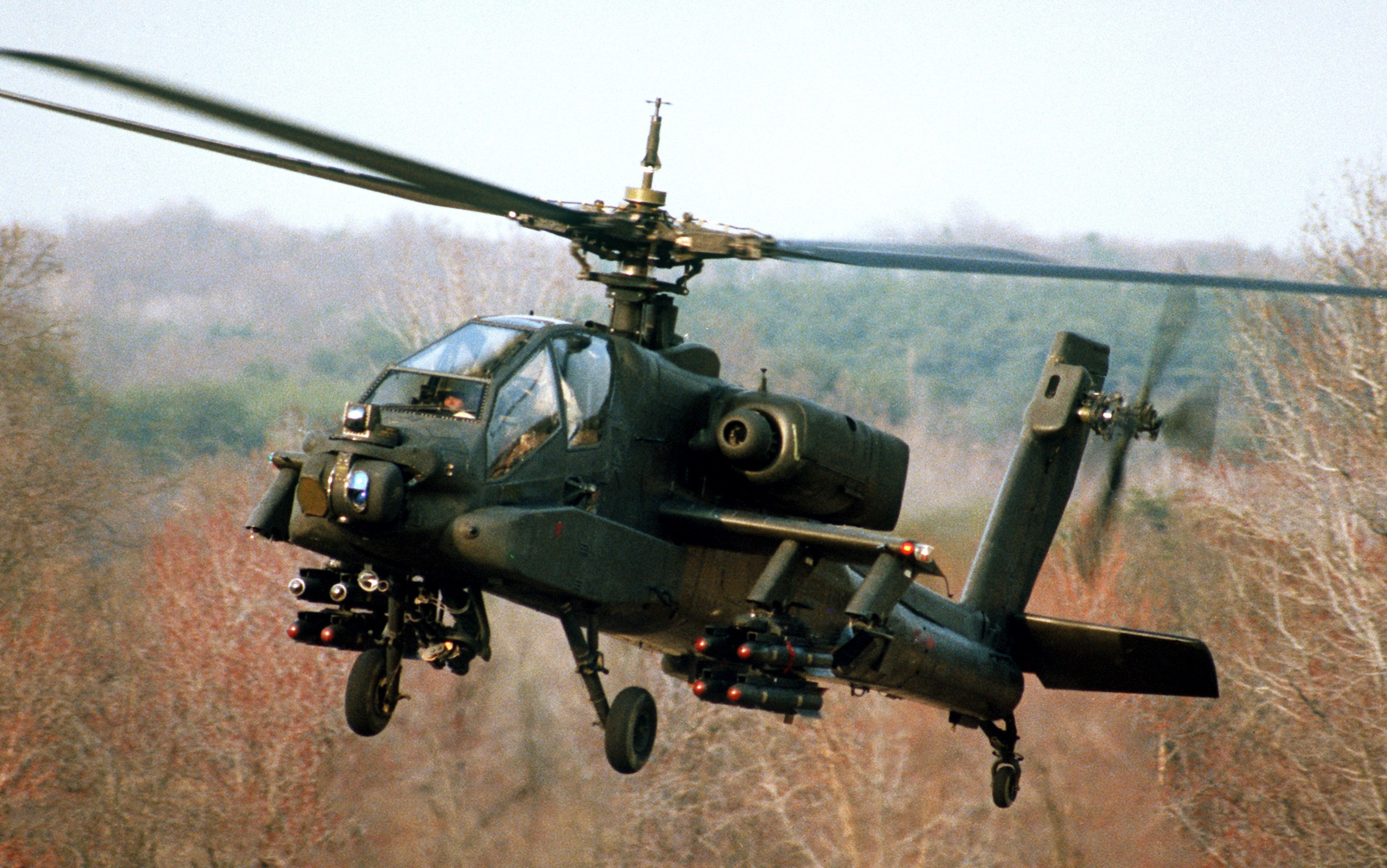
YAH-64 Apache během testování ve Fort Belvoir

Za tímto účelem vydala armáda v roce 1972 požadavek na vyspělý útočný vrtulník (Advanced Attack Helicopter). Návrhy předložilo celkem pět výrobců: Bell, Boeing Vertol (ve spolupráci s Grumman Aerospace), Hughes, Lockheed a Sikorsky. V roce 1973 vybralo americké ministerstvo obrany jako finalisty firmy Bell a Hughes.
Mezi těmito výrobci začala první fáze programu. Každá společnost měla postavit dva prototypy vrtulníků, které musely projít testovacím programem. Model 77 společnosti Hughes s armádním označením YAH-64A, poprvé vzlétl 30. září 1975, zatímco prototyp 409 od firmy Bell, s armádním označením YAH-63A poprvé vzlétl následující den. Po vyhodnocení výsledků testů armáda vybrala model společnosti Hughes. Důvodem výběru YAH-64A byla větší tolerance při poškození jeho čtyřlistého hlavního rotoru a nestabilita trojkolového podvozkového uspořádání YAH-63A.
Program vstoupil do druhé fáze. To si vyžádalo postavit tři předvýrobní stroje AH-64 a modernizaci dvou letových prototypů YAH-64 pro testování s pozemními jednotkami. V rámci těchto bojů byly vyvinuty a integrovány zbraňové a radiolokační systémy, včetně nových raket Hellfire (HELicopter-Launched, FIRE and forget).

### Přesun do výroby

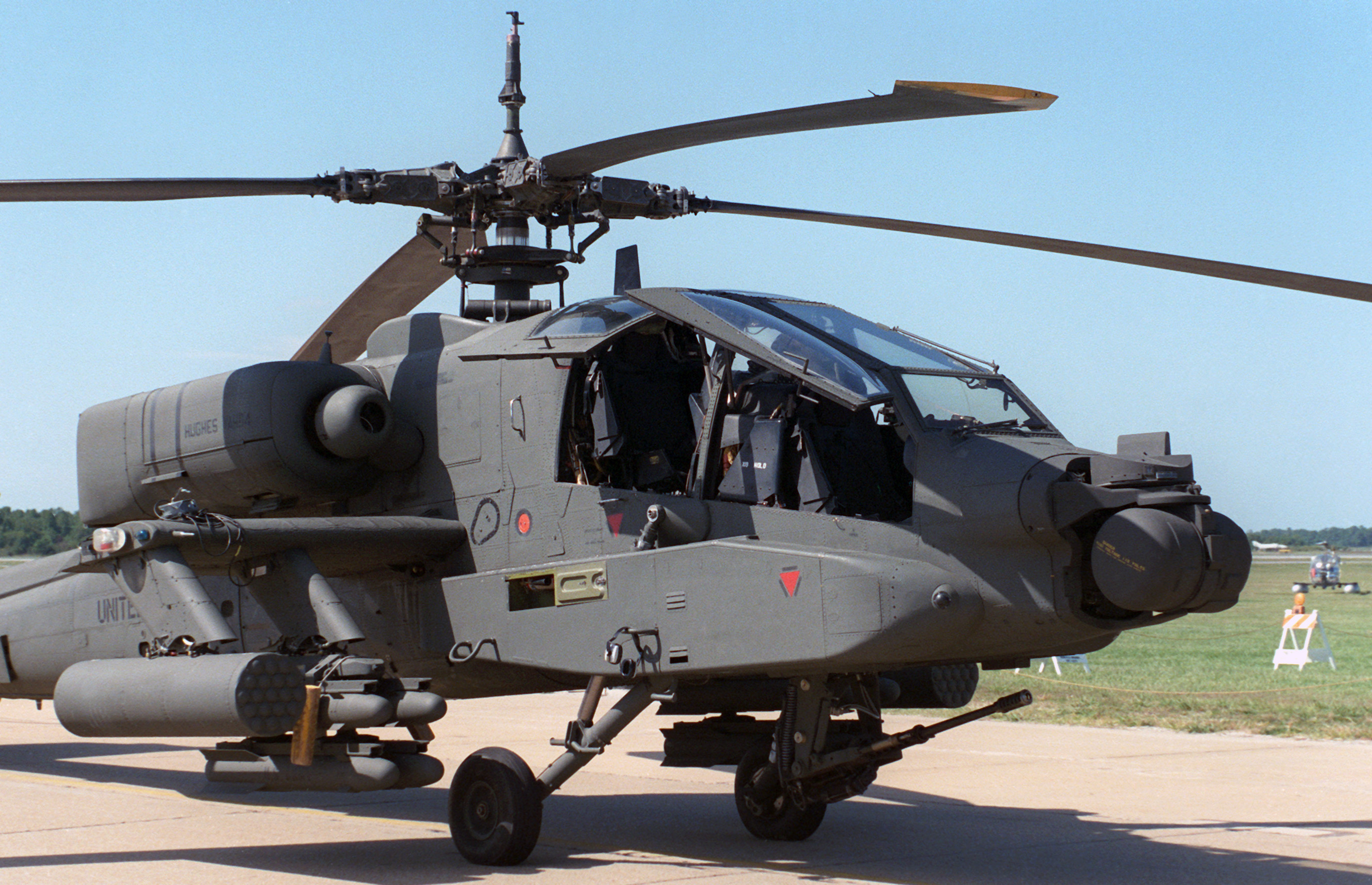
YAH-64A v roce 1984

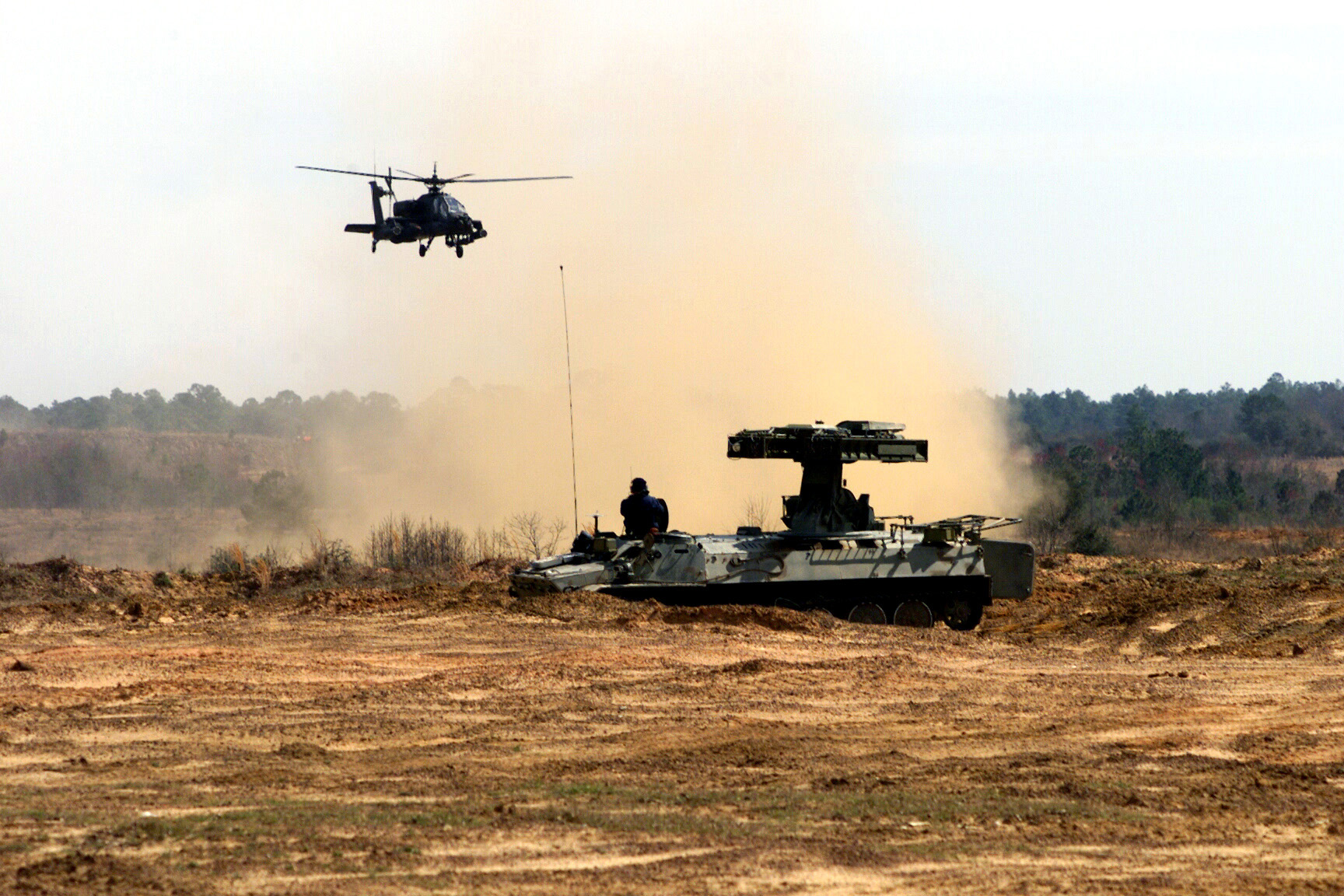
AH-64 proti ruským SA-13 během taktického cvičení ve Fort Stewart

V roce 1981 byly tři předvýrobní stroje AH-64 předány armádě na druhý operační test. Tento armádní test dopadl výborně a jeho důsledkem bylo rozhodnutí přejít na motor T700-GE-701, jehož výkon byl 1259 kW. Na konci roku 1981 dostal AH-64 označení Apache v souvislosti s tradičním armádním využíváním indiánských kmenových jmen pro své vrtulníky. Vrtulník společnosti Hughes byl v plném rozsahu schválen pro výrobu 15. února 1982.
30. září 1983, přesně osm let po prvním letu, roloval leteckou továrnou společnosti Hughes v Mese v Arizoně první vrtulník pro americkou armádu. Jednalo se o slavnostní představení. Šlo však jen o formalitu. První série strojů byla armádě dodaná až za rok. Téhož roku byla společnost Hughes koupena společností McDonnell Douglas za 470 milionů dolarů. Hughes se později stal součástí společnosti Boeing díky spojení firem Boeing a McDonell Douglas v srpnu 1987. V roce 1984 se dílčí náklady na výrobu AH-64 pohybovaly na úrovni 7,8 milionu dolarů a průměrná dílčí cena jednoho vrtulníku byla přibližně 13,9 milionů amerických dolarů i s náklady na vývoj.
Celkem bylo americké armádě dodáno 827 vrtulníků AH-64A Apache. Poslední vrtulník byl dodán 30. dubna 1996.

## Popis
Apache má tradiční konfiguraci moderního bitevního vrtulníku. Má hlavní a ocasní rotor, tandemový kokpit, v přídi zabudované tzv. „elektronické oči“, krátká křídla se čtyřmi závěsnými body pro výzbroj, či výstroj a dva turbohřídelové motory.

### Drak
Konstrukce draku dává vrtulníku dobrou ovladatelnost. Maximální rychlost obratu je 100 stupňů za sekundu, což je hodnota, která jeho výkon spojuje spíše se stíhacím letadlem než s vrtulníkem. Schopnost dosáhnout přetížení až 3,5 G (na rozdíl od 2G u běžného vrtulníku) dává pilotovi šanci v případě ohrožení provést prudký manévr bez toho, aby se obával o narušení strukturální integrity draku stroje.

### Podvozek
Odolný kolový podvozek v případě nouzového přistání zvyšuje schopnost přežití posádky a má také velmi dobré manévrovací a servisní schopnosti na zemi.

### Rotor

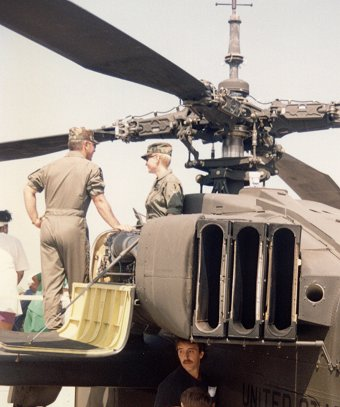
Motorová sekce a systém Black Hole

Rotorová hlava vrtulníku je kloubová, což umožňuje naložit vrtulník do transportního letadla bez toho, aby musely být jednotlivé listy demontované.
Hlavní rotor je čtyřlistý se zešikmenými konci. Listy se skládají z ocelového jádra, které je obalené nomexovým šestihranem a skleněnými vlákny. Konstrukce listu rotoru je odolná proti 23 mm protiletadlovým střelám.
Ocasní rotor je rovněž čtyřlistý a z důvodu dosáhnutí co nejtiššího chodu listy svírají úhly 60° a 120°. Tato konfigurace redukuje zvukovou stopu ocasního rotoru a je velkým přínosem celkové zvukové stopě stroje.

### Pohonná jednotka
Původní vrtulník AH-64A byl poháněn dvěma turbohřídelovými motory General Electric T700-GE-701, které měly výkon 1265kW. Od stroje s pořadovým číslem 604 (vyrobený v roce 1990) byl tento motor nahrazen výkonnější variantou 701C, která má výkon 1409 kW. V současnosti výrobce motorů General Electric dodává motory T700-GE-701G s výkonem více než 1500 kW pro stroj modernizované na standard AH-64D.
Motory jsou umístěné po obou stranách rotorového hřídele a jsou vybavené chladiči výfukových plynů. Tyto chladiče slouží k potlačení vzniku tepelné (infračervené) stopy. Jelikož jsou bitevní vrtulníky nejvíce ohrožované přenosnými střelami s infračerveným naváděním, vrtulník Apache byl navržen tak, aby vytvářel co nejmenší infračervenou stopu jaká je jen možná. Aby toho dosáhl, společnost Hughes navrhla revoluční ochranný plášť na výfukové plyny, tzv. „Black Hole“ (doslova „černá díra“). Ten je instalovaný ve velkých proudnicových krytech okolo motoru. Systém „Black Hole“ nasává venkovní vzduch, aby ochladil výfukové plyny. Dále používá speciální teplo-absorbující materiály, které teplotu výfukových plynů ještě více snižují.

### Kokpit

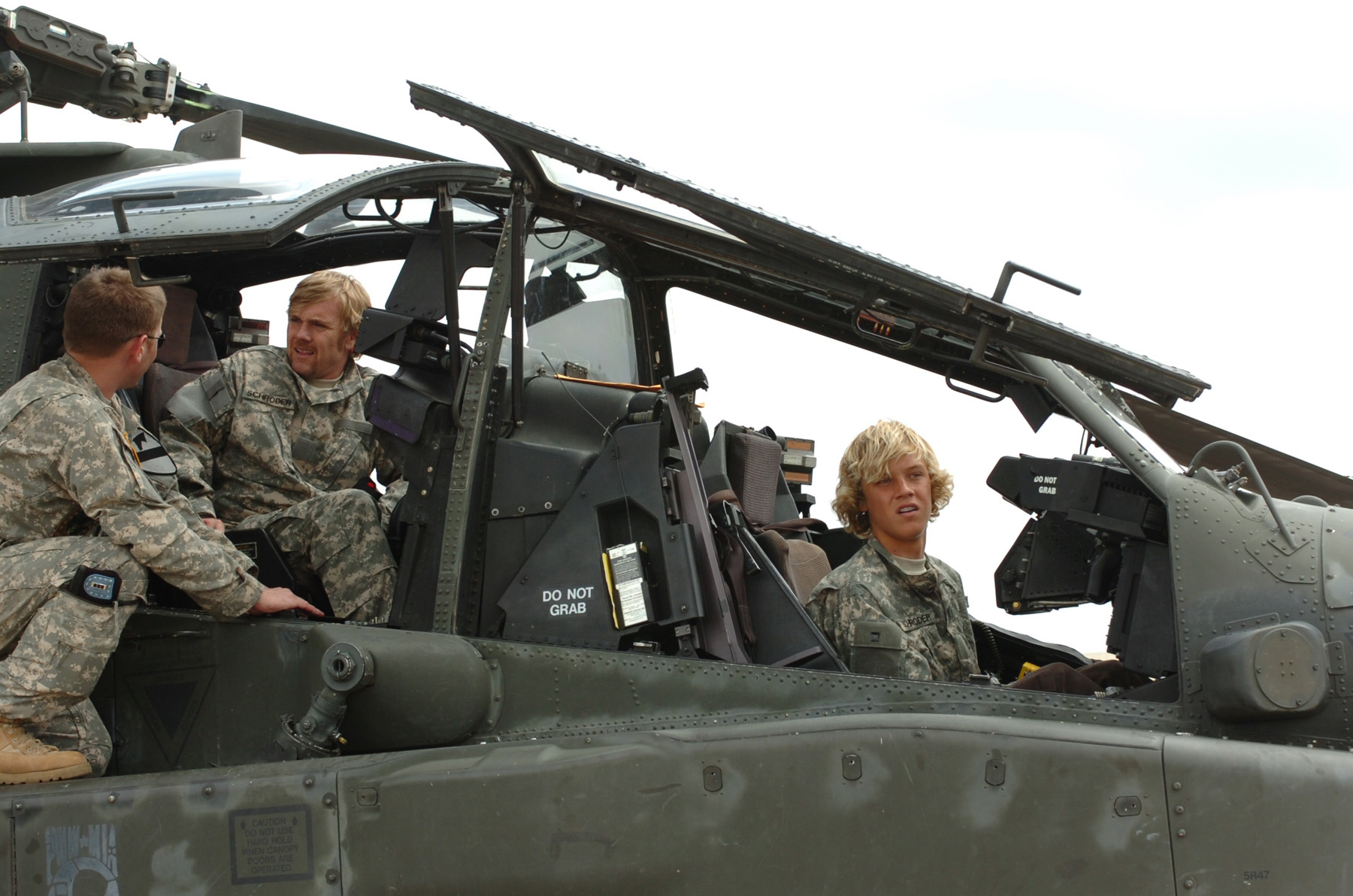
Herec Ricky Schroder a jeho syn sedí v kokpitu při návštěvě Fort Hood v Texasu

Posádka sedí v tandemu. Přední část kokpitu je určena pro pilota/střelce (označovaného jako copilot/gunner, tj. kopilot/střelec). Pilot (označovaný jako first pilot, tj. první pilot) sedí za ním ve vyvýšeně umístěné zadní sedačce. V tomto dvojsedačkovém tandemovém kokpitu nabízí vrtulník pilotům výborné letové a ovládací vlastnosti a dobrou viditelnost.
Američtí konstruktéři poučení z vietnamské války navrhli kokpit s ohledem na maximální bezpečnost posádky. Piloti jsou odděleni pevnou pancéřovou přepážkou, která snižuje riziko vyřazení obou pilotů v případě zásahu do oblasti kokpitu. Kdyby se stalo, že první pilot zůstane po zásahu vyřazený, jeho místo zaujímá druhý pilot/střelec.
Zasklená střecha kokpitu je tvořena plochými panely, kvůli minimalizaci odraženého slunečního záblesku. Sluneční záblesk může odhalit pozici vrtulníku na kilometry daleko. Tyto panely jsou pancířové. Oba piloti sedí v kevlarových sedačkách, odolných vůči střelám a pádu vrtulníku. Celkově jsou posádka a palivová nádrž chráněny rozsáhlým pancéřováním tak, aby byl vrtulník schopný letu i po zasáhnutí projektily kalibru 23 mm, které jsou běžné v protiletadlových systémech zemí bývalé Varšavské smlouvy.

## Výzbroj

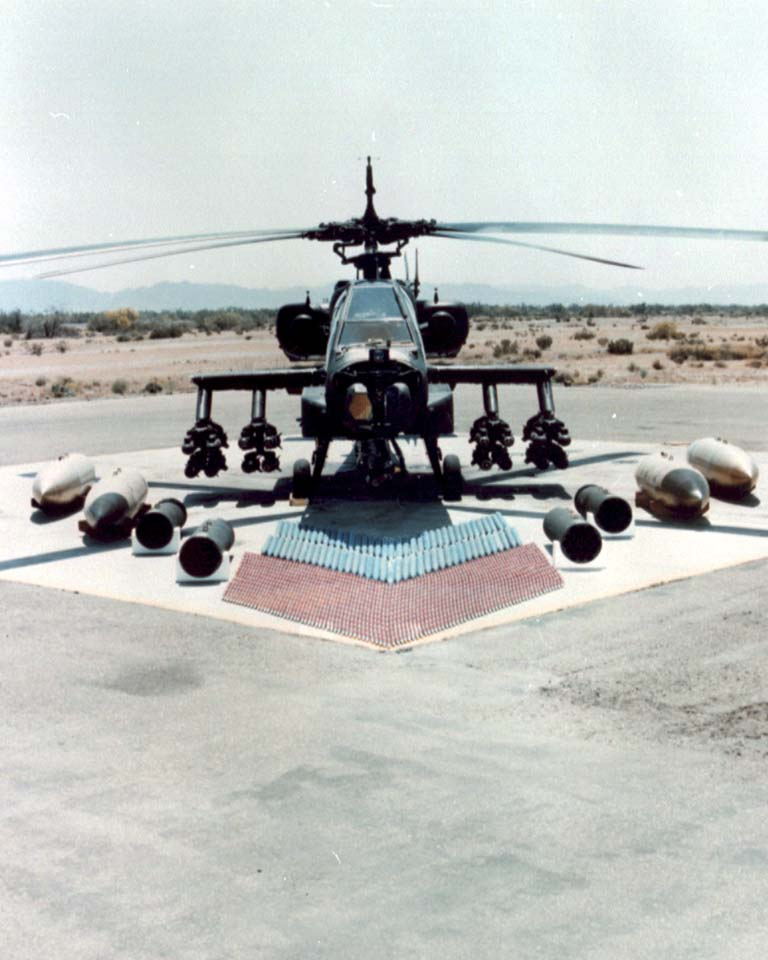
Výzbroj AH-64 Apache

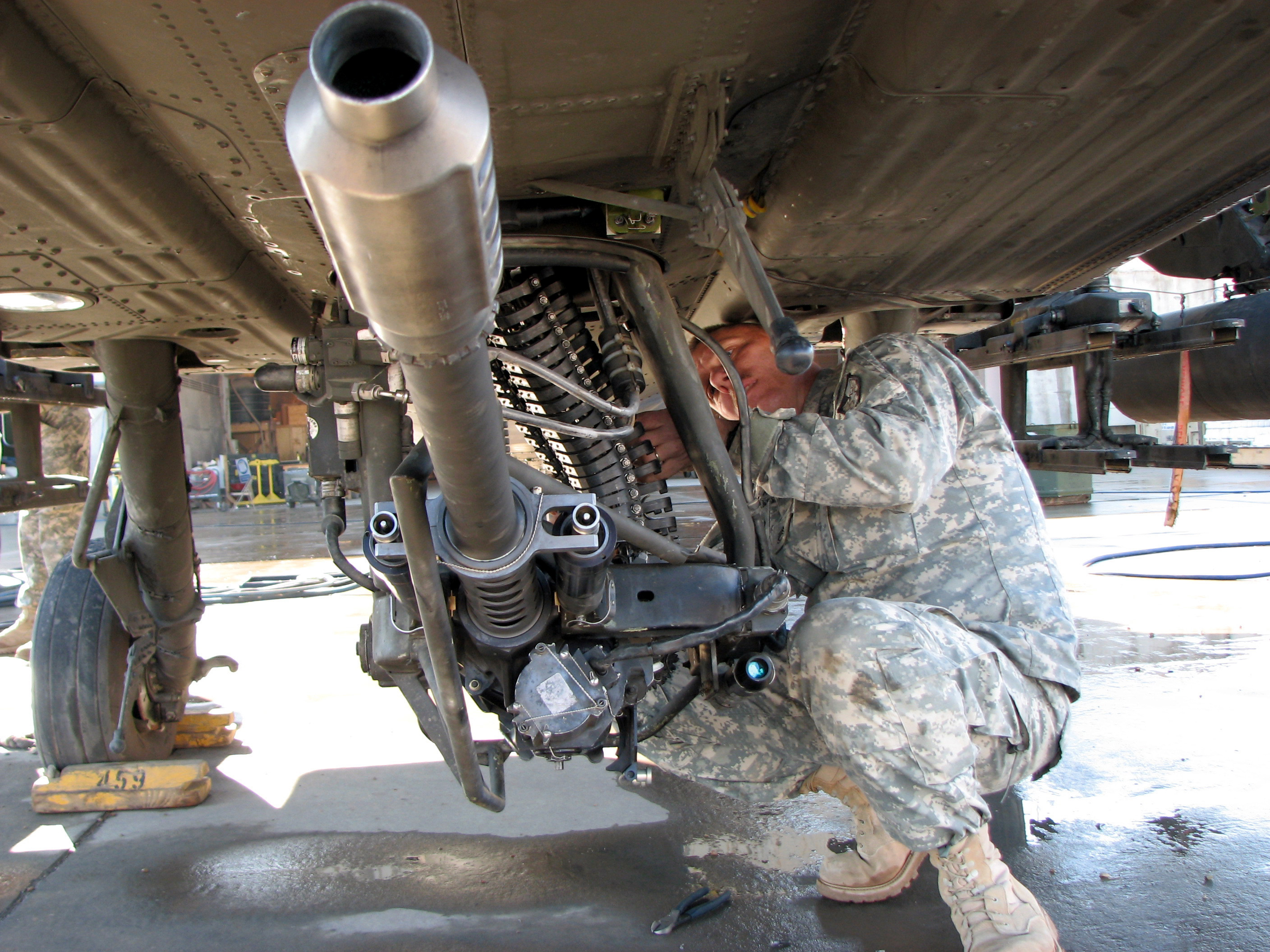
30mm kanón M230

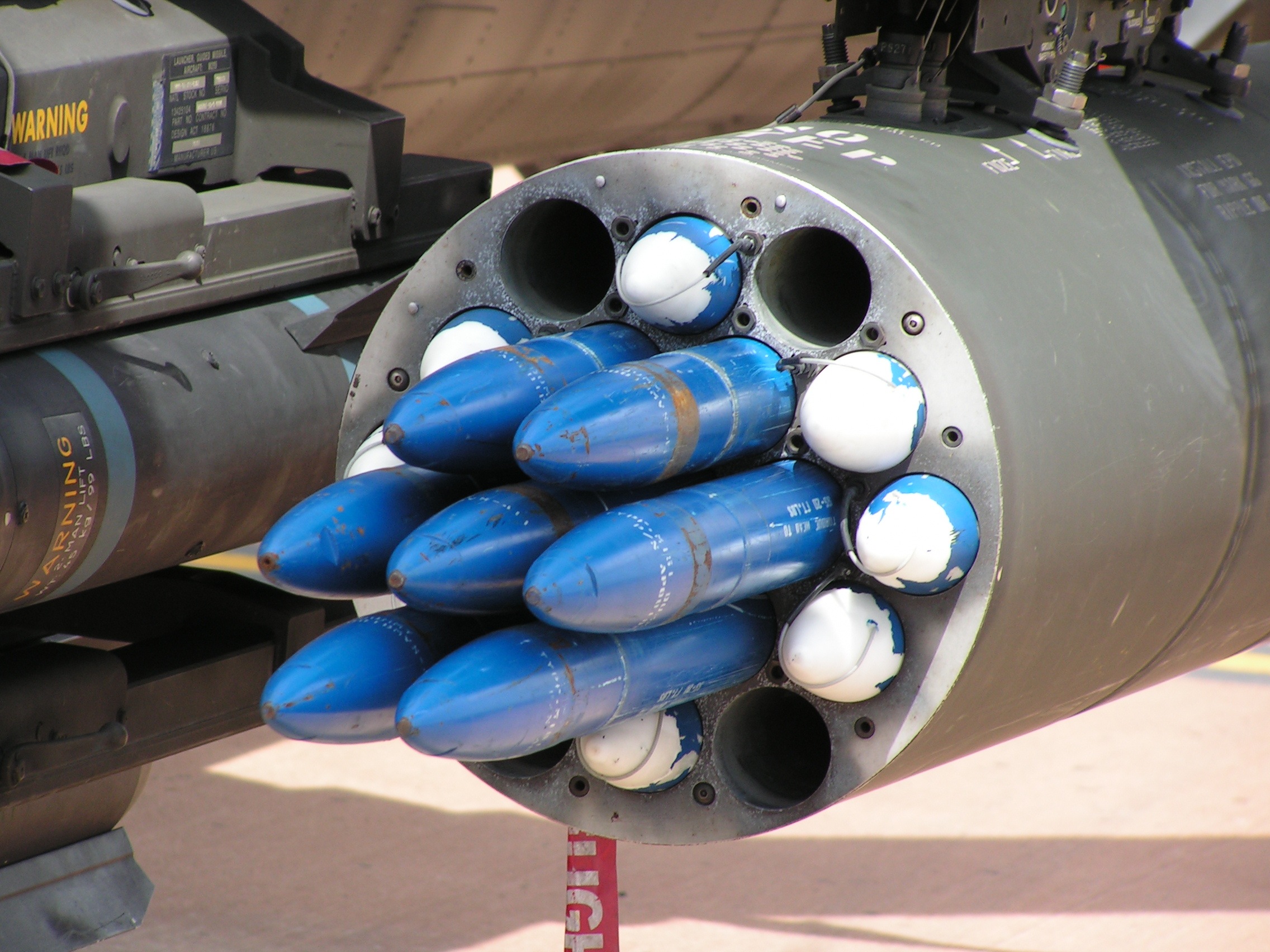
Raketomet M261 s raketami Hydra 70

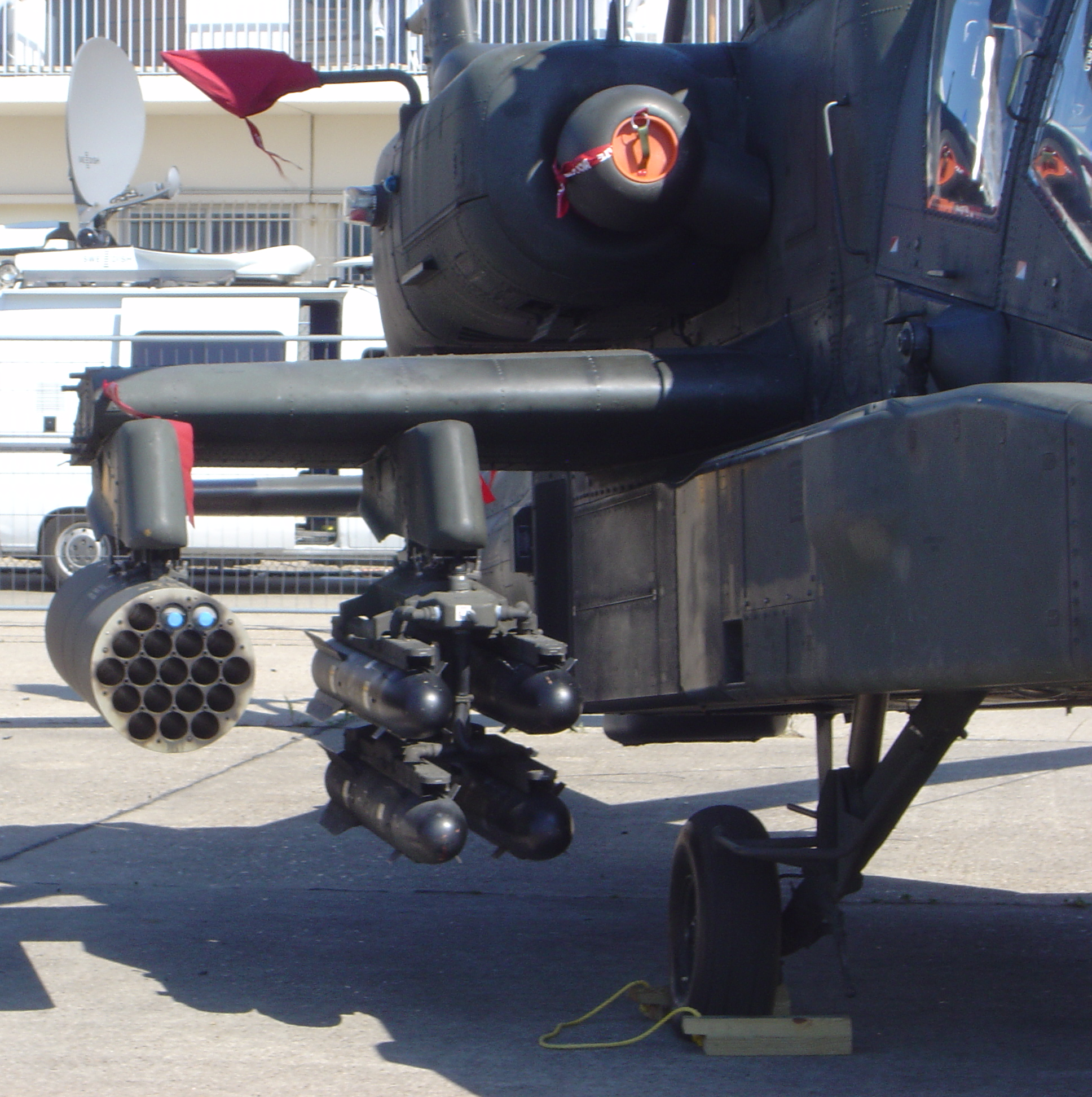
AGM-114 Hellfire a Hydra 70

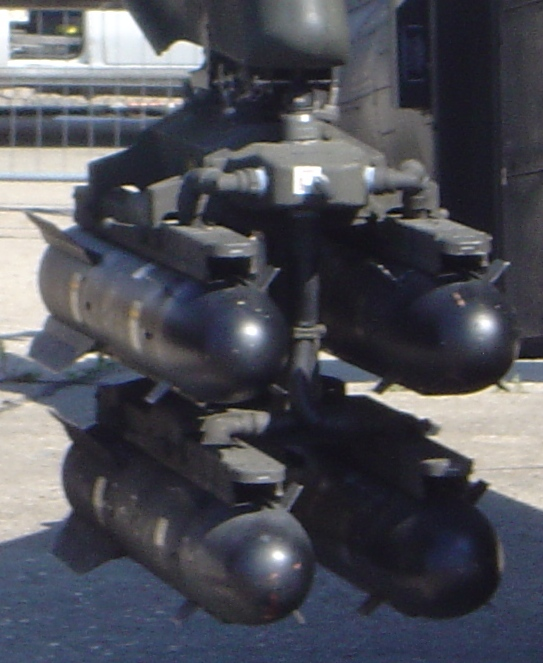
4 x AGM-114 Hellfire

Vrtulník může nést 770 kilogramů výzbroje zavěšené na křídlech a v zásobníku nad kulometem.

### Kanón M230
Vedlejší zbraní je 30mm kanón M230E1. Je zavěšený pod trupem mezi koly předního podvozku. Jedná se o velmi přesnou zbraň, která je používaná hlavně při potlačující střelbě s cílem udržet nepřítele v krytu. Kanón je ovládaný zaměřovacím systémem v helmě pilota/střelce (IHADSS), takže může být neustále zaměřený na místo, kam se střelec dívá. Může být ovládán i manuálně.
Normální rychlost střelby je 625 nábojů za minutu. Používané jsou tři druhy munice. Vysoce explozivní střely HEI (High Explosive Incendiary), vysoce explozivní střely s dvojím účinkem HEDP (High Explosive Dual Purpose) a protipancéřové střely API (Armor Piercing Incendiary). Maximální nosnost je 1200 nábojů. 1100 je uloženo v zásobníku a 100 v pásu podavače.

### Hydra 70
Při tzv. pozemních potlačovacích misích je vrtulník vyzbrojen až 76 raketami Hydra 70. Pilot/střelec je může odpalovat po jedné nebo odpálit jako salvu všechny najednou. Dopad 76 raket má značně ničivý účinek. Hydra 70 jsou víceúčelové neřízené rakety kalibru 70 mm FFAR (Folding Fire Aerial Rocket). Tyto rakety jsou velmi efektivní zejména na menší vzdálenost. Rakety jsou uložené po 19 kusech v raketometu M261.

### AGM-114 Hellfire
Na boj proti obrněné technice může vrtulník nést plný náklad 16 střel Hellfire, po osmi na každém křídle. Mezi posádkami je tato konfigurace známá jako „těžký Hellfire.“ Střela Rockwell AGM-114 Hellfire byla vyvinutá jako primární zbraň pro vrtulník Apache. Jedná se o laserově naváděnou přesnou střelu. Má devastující hlavici, která dokáže zničit jakýkoliv cíl na bojovém poli. Přesný dosah je tajný, pravděpodobně je za uváděnou hranicí 8000 metrů.
Modernizovaný typ AH-64D Longbow Apache je vybavený novou verzí raket, označovanými jako Longbow Hellfire AGM-114L. Tyto střely jsou naváděné radarem Longbow MMW, který umožňuje odpálení střel zpoza stromů, budov či terénních překážek. Poslední model, který má vstoupit do služby je AGM-114K Hellfire II. Tato střela má vylepšené laserové navádění, nového autopilota a nově navrženou hlavici.
Hlavice standardní střely Hellfire se skládá ze směrového explozivního náboje, který je nabalený okolo měděného jádra. Když střela udeří na svůj cíl, například na tank, tak směrová nálož stlačí měděný náboj a vstřelí ho jako fontánu roztaveného kovu do tanku, čímž dojde k totální destrukci. Střela Hellfire II má dvě takovéto hlavice, které jsou uspořádané za sebou a měděné jádro je nahrazené ocelovým.
Většinou je možné AH-64 spatřit s typickou směsí protitankovým raket AGM-114 a víceúčelových raket Hydra 70, což mu dává maximální flexibilitu proti všem cílům při bojové misi.

### Střely vzduch-vzduch
Vrtulník Apache může být vybaven i střelami na boj proti vzdušným cílům. Jsou to hlavně střely Stinger (ATAS – Air-to-air Stinger). V 80. letech minulého století testovala americká armáda možnost boje vrtulníku proti vzdušným cílům. Testy se uskutečnily se střelami AIM-9 Sidewinder a Stinger. Menší střela Stinger se ukázala jako lepší varianta.
V poslední době proběhly zkoušky s britskou střelou Starstreak v její formě vypouštěné z vrtulníku Helstreak. Ukázala se jako velmi přesná a efektivní. Je pravděpodobné, že se britské stroje WAH-64D stanou prvními vrtulníky Apache se standardně montovanou střelou vzduch-vzduch a tato zbraňová konfigurace může být poté adoptována rovněž americkou armádou.
Na konci ocasního pylonu může být instalován odpalovač na třicet světlic M130. Ty slouží k odklonu střel naváděných infračerveným paprskem.

## Avionika

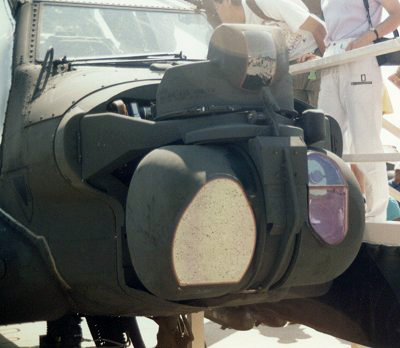
Elektronické oči AH-64 Apache.

Na ovládání svého arzenálu zbraní využívá Apache řadu elektronicko-optických systémů, díky nimž je schopný operovat za jakýchkoliv povětrnostních podmínek, v průběhu dne nebo noci.
Mezi nejdůležitější ovládací systémy patří přístroj nočního vidění pilota (Pilot Night Vision System, PNVS) a zaměřovací jednotka pilota/střelce (Target Acquisition and Designation System, TADS, dosl. „systém zachycování a označování cílů“). TADS/PNVS systémy jsou na sobě konstrukčně nezávislé, a proto mohou pracovat paralelně. Nacházejí se v přední části a jsou to tzv. „elektronické oči“.
Systém PNVS AAQ-11 je infračervený systém FLIR (Forward-Looking Infrared Radar, dosl.: „dopředu hledící infračervený radar“). Je umístěný v otočné věži pod nosem stroje. Ve vertikální rovině se může otáčet v rozsahu ± 90° a v horizontální rovině od ± 20° do ± 45°. Tento systém využívá pilot, když je špatná viditelnost nebo nepříznivé počasí.

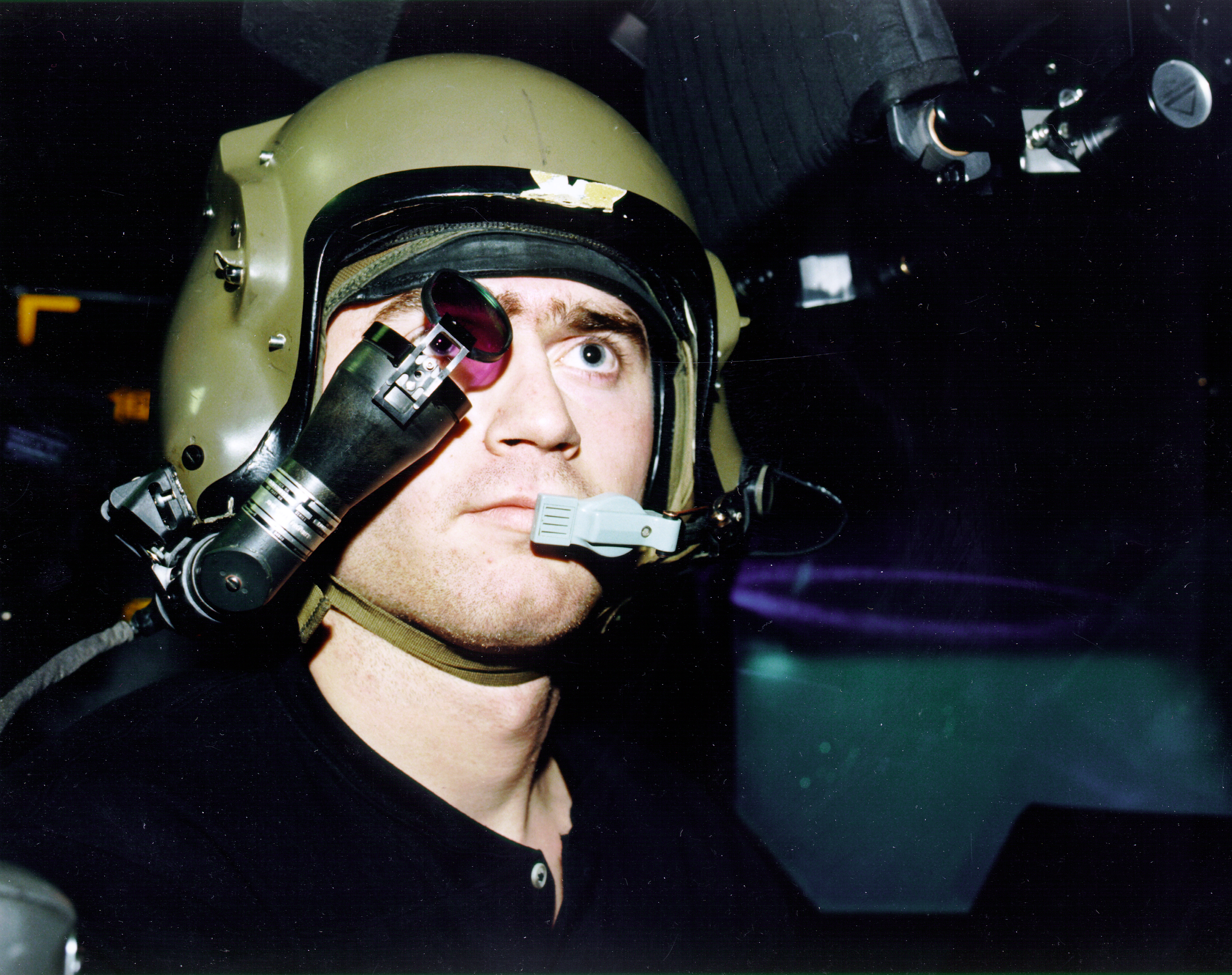
Systém IHADSS v leteckém simulátoru AH-64

TADS AN/ASQ-170 se skládá ze dvou nezávisle se pohybujících otočných věží, které jsou instalované v zařízení na nose vrtulníku. Nalevo je rozsáhlé pole FLIR, které je ekvivalentní formou pro systém PNVS, ale je používané pilotem/střelcem pro lokalizaci cíle. V pravé otočné věži v uspořádání nad sebou, jako světla semaforu, jsou optický teleskop, přibližující televizní systém a laserový zaměřovač vrtulníku, který má za cíl zaměřovat cíle pro střely Hellfire.
Všechny tyto přístroje jsou instalované ve sloučené stabilizované otočné základně, která se může natáčet v horizontální rovině v rozsahu ± 120° a ve vertikální rovině v rozsahu ± 30° až ± 60°. Zařízení TADS představuje primární zdroj vizuálních informací pro střelce, avšak zároveň může sloužit jako záložní systém nočního vidění pro pilota v případě poruchy systému PNVS. Dále je AH-64 vybaven pasivním infračerveným rušičem, GPS a zaměřovací jednotkou v helmě pilota/střelce (Integrated Helmet And Display Sighting System, IHADSS, „integrovaný přilbový zobrazovací a zaměřovací systém“).
Aktivní ochranu zabezpečuje radarový systém výstrahy AN/APR-39(V)1. Antény systému jsou umístěné okolo rámu na nose a na ocasním křídle.

## Operační historie

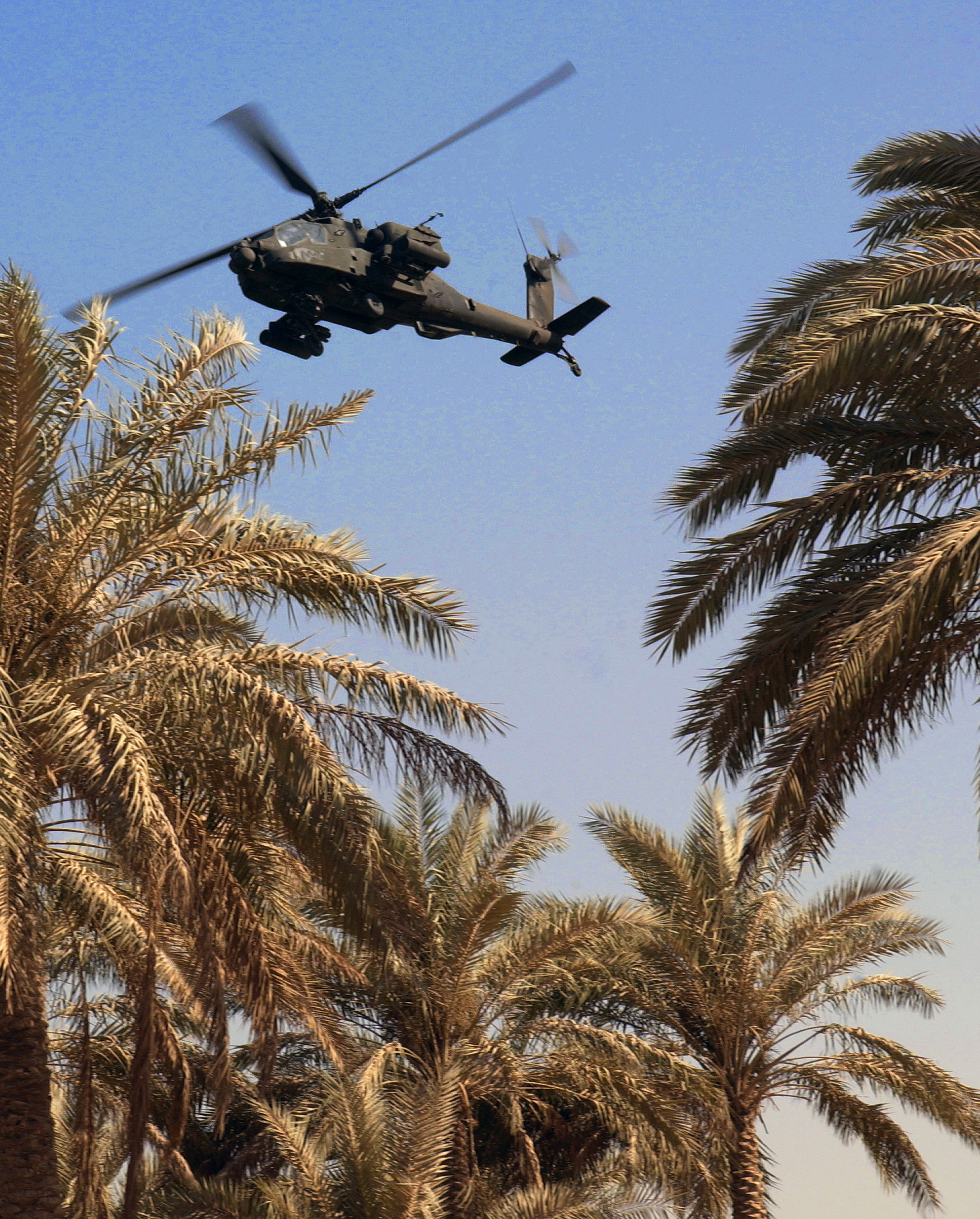
AH-64A v Panamě, 1989

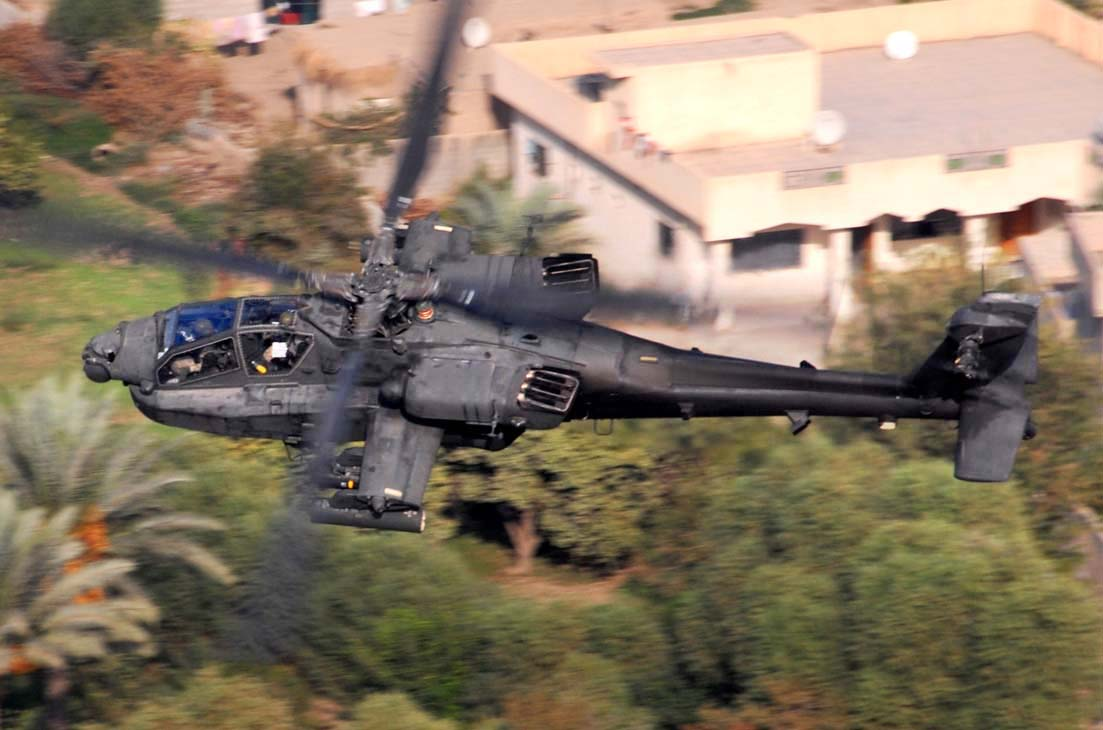
AH-64D nad Bagdádem

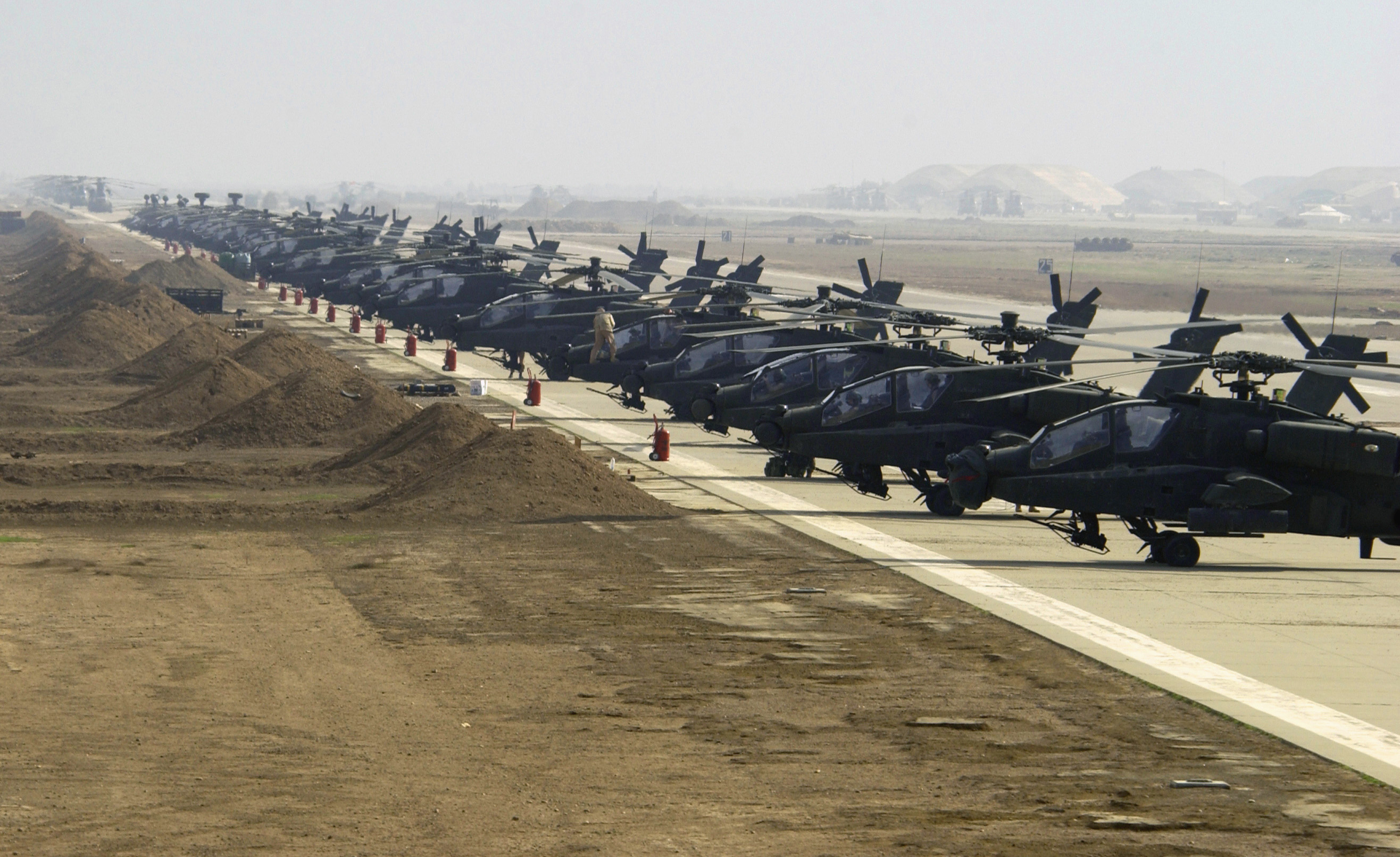
Letecká základna Al Asad, Irák

Křtem ohněm Apache prošel v roce 1989 během invaze do Panamy. Zúčastnil se operace Just Cause a jeho první úlohou byla přímá podpora pozemních jednotek.
AH-64A a AH-64D Longbow sehrály a stále mají významnou roli v blízkovýchodních válkách: válkou v Zálivu, operací Trvalá svoboda v Afghánistánu a operace Irácká svoboda v Iráku. Vrtulníky Apache se ukázaly jako vynikající lovci tanků a obrněných vozidel.
V noci ze 16. na 17. ledna 1991 zničilo osm AH-64A klíčové radarové stanice irácké sítě protiletadlové obrany, což následně umožnilo vniknout stíhačkám a bombardérům na irácké území bez toho, aby byly zaměřeny iráckou armádou. Tímto útokem začala operace Pouštní bouře. Během této válečné kampaně vrtulníky Apache zničily podstatnou část iráckých obrněných sil, více než 500 tanků a mnoho jiných obrněných a ostatních podpůrných vozidel irácké armády.
Nasazení na Balkáně se uskutečnilo během konfliktu v Bosně a Hercegovině v polovině 90. let minulého století. Efektivita však byla nízká. Kritika se týkala nedostatků ve výcviku posádek, nedostatků při nočním vidění, tankování a celkového přežití vrtulníků. Jeden Apache se 27. dubna 1999 zřítil během cvičného letu v Albánii. Nakonec byla celá flotila v prosinci 2000 odvelena.
Během operace Irácká svoboda bylo několik AH-64 zasaženo při plnění bojové mise, včetně jednoho sestřeleného iráckými jednotkami nedaleko Karbaly 24. března 2003. Sestřel byl navíc natočen iráckou televizí. Útok 24. března proti tankové brigádě irácké republikánské gardy z divize Medina byl neúspěšný. Oficiální stanovisko americké armády bylo, že se tak stalo kvůli nastraženým protiletadlovým pastím, které připravily tankové osádky zmíněné tankové divize. Avšak stanovisko vydané iráckými představiteli bylo, že byl sestřelený starým farmářem, který střílel ze své pušky značky Brno, protože je „hrozně obtěžovali.“ Vrtulník nouzově přistál a posádka vyvázla po incidentu bez zranění.
Převážná většina vrtulníků Apache po zasáhnutí nepřátelskými zbraněmi pokračovala dále při plnění bojových úkolů a bezpečně se vrátila na svou základnu. Například ze 33 AH-64 nasazených při zmíněném útoku z 24. března bylo 30 zasažených iráckou pozemní palbou. Na několika byla poškození takového rozsahu, že je nebylo možné opravit, pouze jeden se však na základnu nevrátil.
Během války bylo do roku 2008 sestřeleno nepřátelskou palbou 11 AH-64, dalších patnáct bylo v Iráku ztraceno z jiných příčin, nejčastěji havárií.
Americké AH-64D byly posléze v Iráku a Afghánistánu nasazovány bez radaru Longbow nad hlavním rotorem, jelikož koaliční síly již nečelily žádnému ohrožení obrněnou technikou.

## Verze

### AH-64A

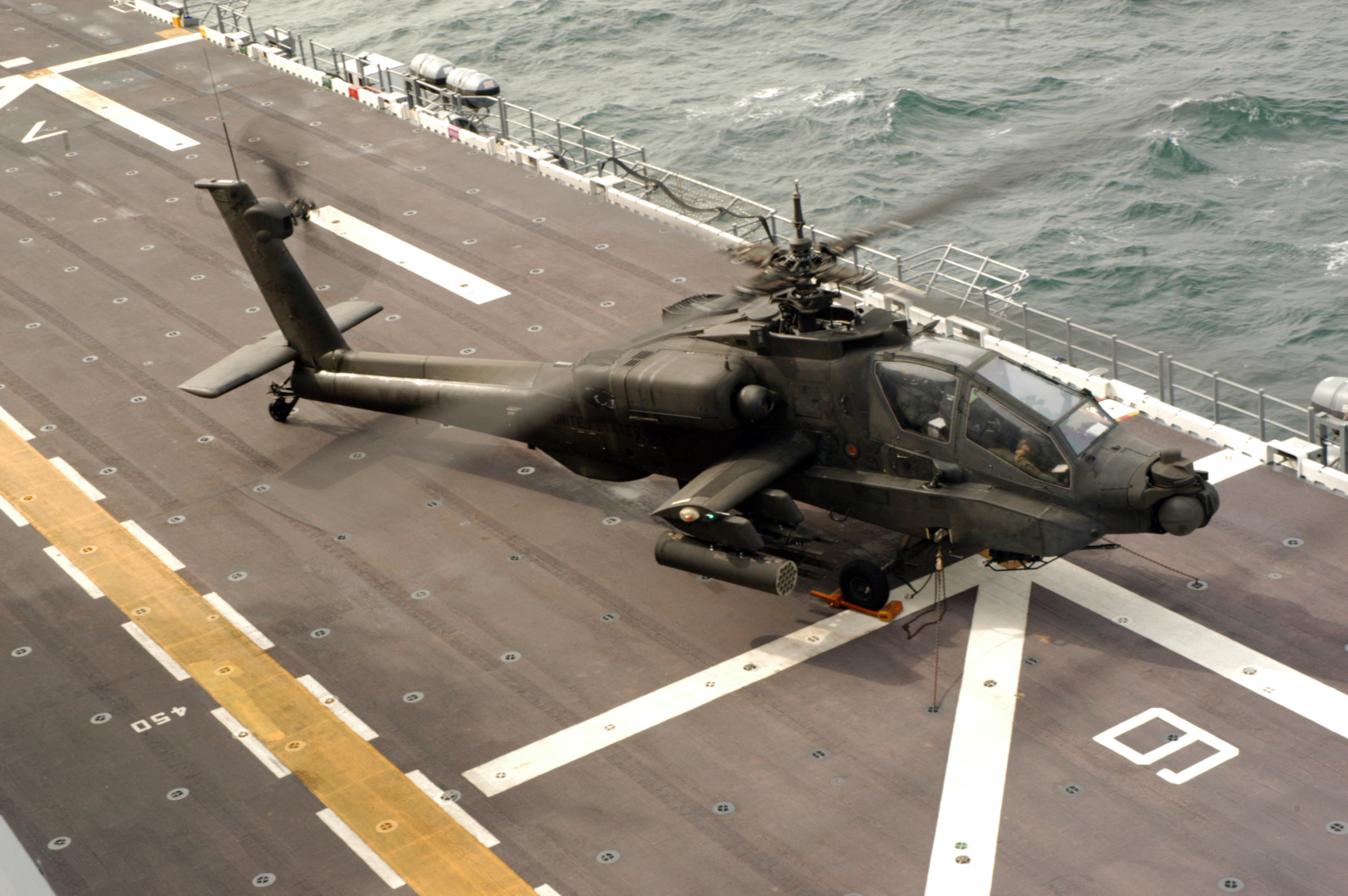
Americký AH-64A na palubě lodi USS Nassau

Verze AH-64A je základní verze původního útočného vrtulníku.

### AH-64B
V roce 1991 po operaci Pouštní bouře byl navržen modernizační program pro 254 strojů AH-64A. Zlepšení obsahovalo nové rotorové listy, GPS, vylepšené navigační a komunikační systémy. Program B byl schválen americkým Kongresem a bylo na něj vyčleněno 82 milionů dolarů. V roce 1992 byl program zrušen. Modifikace navigačních a komunikačních systémů se postupně instalovala do modelů AH-64A a byla součástí modernizace.

### AH-64C
Dodatečné financování kongresem mělo za následek modernizaci AH-64A na verzi AH-64B +. Více finančních prostředků změnilo plán, aby se s přešlo na AH-64C. Modernizační program C zahrnoval všechny změny včetně montážního stěžně pro radar Longbow nad hlavním rotorem a novější motory. Po roce 1993 bylo označení C vypuštěné.
Modernizace pokračovala. Vzhledem k tomu, že jediný rozdíl mezi modelem C a radarovým modelem D byl radar Longbow, který mohl být přenášený z jednoho vrtulníku na druhý, bylo rozhodnuto, že se nebude rozlišovat na dvě verze, bez ohledu na přítomnost nebo nepřítomnost radaru.

### AH-64D

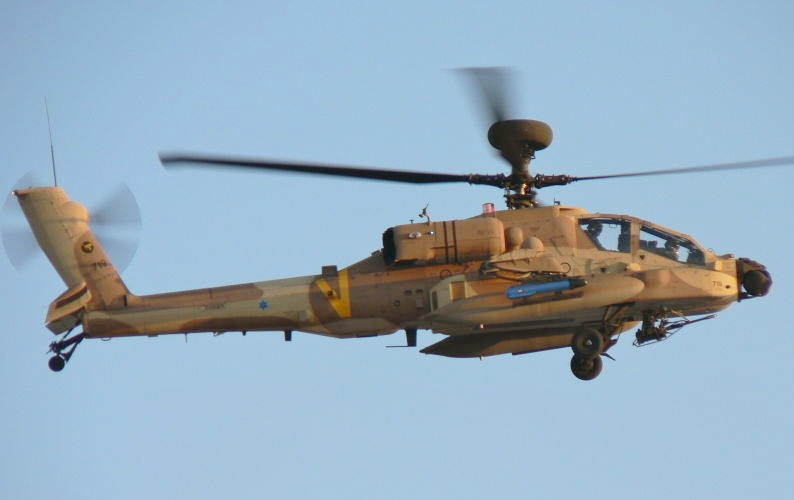
AH-64D „Saraf“ (: נָחָשׁ, : had) 113. peruti Izraelského letectva.

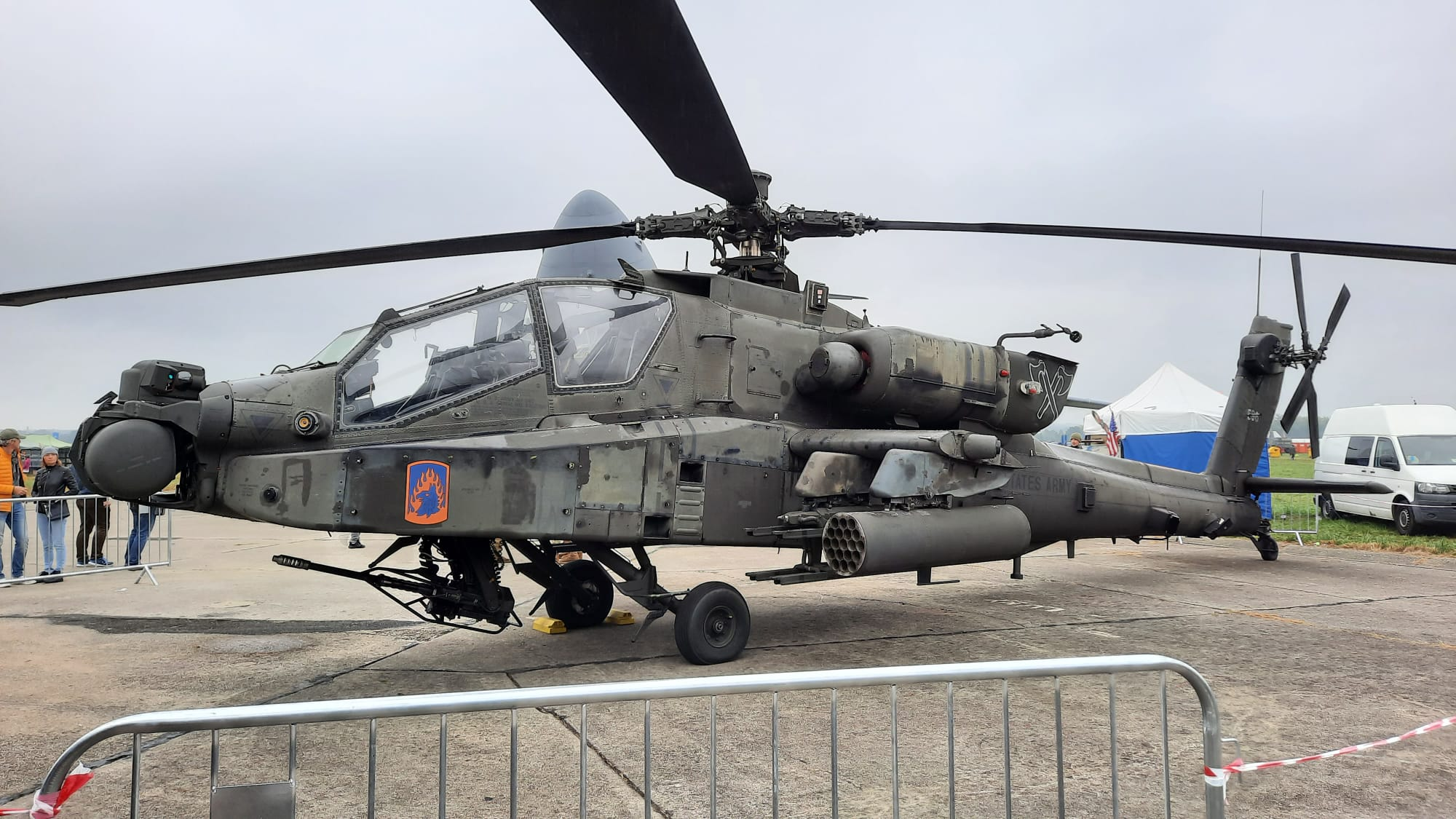
AH-64D Apache Longbow na Dnech NATO 2021 v Mošnově

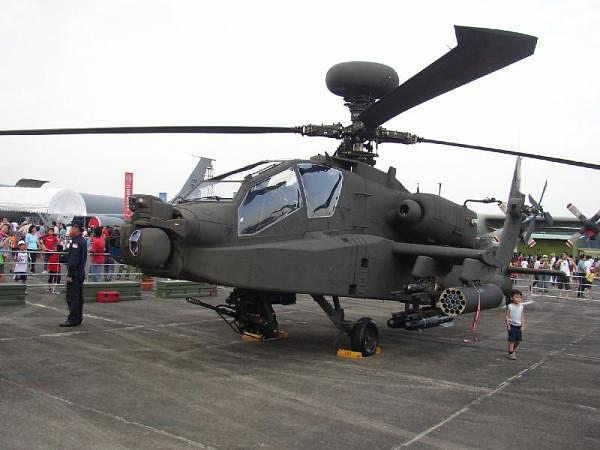
Singapurský AH-64D

AH-64D je vyvrcholením programu moderního amerického bojového vrtulníku. Pokročilý model AH-64D Apache Longbow je vybavený vylepšenou sestavou radiolokačních a zbraňových systémů, kvůli lepší schopnosti přežití. Hlavním vylepšením oproti typu A je kupole AN/APG-78 nainstalované nad hlavním rotorem, ve které je radar Longbow. Ten pracuje na milimetrových vlnách. Označovaný je zkratkou FCR (Fire Control Radar, dosl. „radar řízení palby“) a je lepší, než kmitočtový radar (Radar Frequenci Inferometer, RFI).
Zvýšená poloha radaru nad hlavním rotorem, tedy vlastně nad vrtulníkem, umožňuje rychle vyhledávat, klasifikovat a rozpoznat stacionární nebo mobilní nepřátelské cíle za jakéhokoliv počasí a tyto cíle následně zneškodnit. A to i v případě, že je vrtulník sám o sobě schovaný za překážkou (terénní překážkou, stromy či budovami). Tyto schopnosti má i díky zdokonaleným střelám Hellfire, které dokáží létat obloukem nad těmito překážkami.
Další modernizace zahrnují vylepšení systémů typu D na úrovni komunikace mezi Apachi, a to i když ostatní nemají primární kontakt s cílem. Tímto způsobem může skupina vrtulníků Apache naráz zneškodnit množství nepřátelských cílů při zaměření pouze jedním vrtulníkem. Vrtulníky Apache, které obsahují všechny tyto vylepšení jsou stále označované jako AH-64D Longbow, i když nemají kupoli na konci rotorové hřídele. Tato je mimochodem snímatelná a může být mezi vrtulníky vyměňovaná.
Vrtulníky byly dále modernizované výkonnějšími rotory T700-GE-701C a plně integrovaným kokpitem. Přední pancířový trup byl rozšířen tak, aby vyhovoval novým systémům. Většina existujících kapacit zůstala zachovaná z původní verze A. První verze AH-64D úspěšně vzlétla 29. září 1995.
V únoru 2003 byl dodán armádě první modifikovaný Apache Blok II. Blok II obsahuje modernizaci digitálních komunikačních systémů.
Modernizační Blok III byl spuštěn v roce 2008. Zahrnuje zvýšení digitalizace, společný taktický rádiový systém, vylepšené motory a řízení vrtulníku, schopnost ovládat UAV, nové kompozitní listy rotoru a vylepšený podvozek. Novými rotorovými lištami, které úspěšně ukončily testování v květnu 2004, zvýšil vrtulník svou cestovní rychlost, horizontální stoupání a manévrovatelnost. Armáda USA plánuje modernizovat celou flotilu AH-64D Apache na standard Blok III.

### AH-64E
V roce 2012 došlo k přeznačení strojů AH-64D Block III na AH-64E, aby byla vyloučena záměna s variantou AH-64D Block II. Jako součást označení je užívána také přezdívka Guardian nebo Apache Guardian, odlišující novou verzi od starších AH-64D Apache Longbow.

### WAH-64D

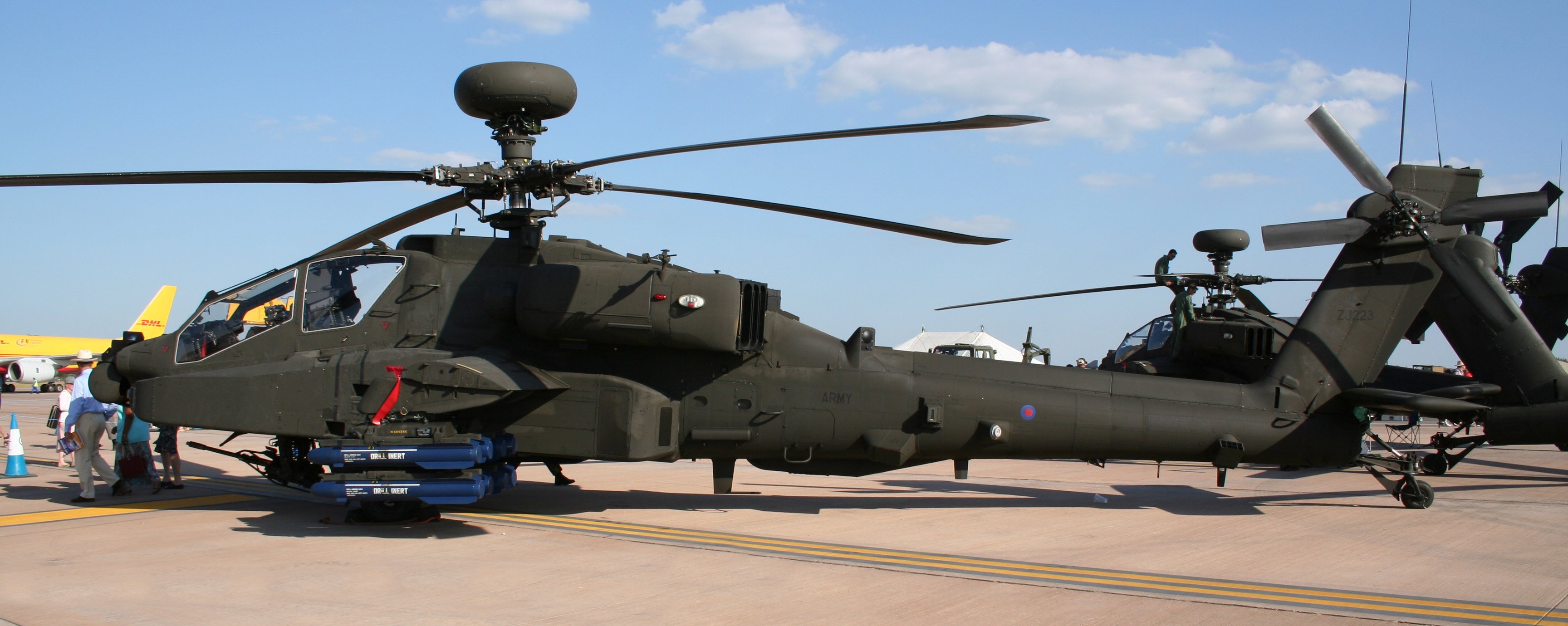
Britský WAH-64 během leteckých dní Royal International Air Tatoo v roce 2005

Verze AH-64D vyráběná Spojeným královstvím s motory Rolls-Royce RTM322, raketami CRV-7 a obranným systémem od BAE Systems. Rotor je skládací, což usnadňuje operace z plavidel Royal Navy. Primárním uživatelem je Army Air Corps Britské armády.

### AH-64 Sea Apache
Uvažovaná námořní verze pro Námořnictvo Spojených států amerických a Námořní pěchotu USA. Financování tohoto projektu nebylo stanovené, a proto námořnictvo i nadále využívá stroje AH-1 Super Cobra.

## Zahraniční uživatelé
- Čínská republika

Státy, které zavedly AH-64 do výzbroje nebo jej objednaly.
Současní uživatelé.
Budoucí uživatelské země.

- Egypt (36 AH-64A, plán zmodernizovat na verzi AH-64D)

- Indie Roku 2015 objednáno 22 vrtulníků AH-64E. Jejich dodávky proběhly v letech 2019–2021[13]

- Izrael (37 AH-64A a 11 AH-64D)
- Japonsko (13 AH-64D)
- Jižní Korea (objednávka na 36 AH-64E)[14]
- Kuvajt (16 AH-64D)
- Nizozemsko (29 AH-64D)
- Polsko V září 2022 si jakožto nový bitevní vrtulník polská armáda vybrala právě AH-64E.[15] Zájem má o 96 kusů.[16]
- Řecko (20 AH-64A a 12 AH-64D)
- Saúdská Arábie (12 AH-64A)
- Singapur (20 AH-64D)
- Spojené arabské emiráty (30 AH-64D)
- Spojené království (67 WAH-64, plán zakoupit 50 AH-64E[17])

## Specifikace
|                                        | AH-64A Apache                                                             | AH-64D Apache Longbow                                                      |
| -------------------------------------- | ------------------------------------------------------------------------- | -------------------------------------------------------------------------- |
| Typ:                                   | bitevní vrtulník                                                          | bitevní vrtulník                                                           |
| Posádka:                               | 2 - první pilot a pomocný pilot/střelec                                   | 2 - první pilot a pomocný pilot/střelec                                    |
| Délka včetně otáčejících se rotorů:    | 17,76 m                                                                   | 17,76 m                                                                    |
| Délka trupu:                           | 14,97 m                                                                   | 14,97 m                                                                    |
| Průměr hlavního rotoru:                | 14,63 m                                                                   | 14,63 m                                                                    |
| Průměr ocasního rotoru:                | 2,79 m                                                                    | 2,79 m                                                                     |
| Rozpětí křídel:                        | 5,23 m                                                                    | 5,23 m                                                                     |
| Celková výška:                         | 4,30 m                                                                    | 4,95 m                                                                     |
| Prázdna hmotnost:                      | 5165 kg                                                                   | 5352 kg                                                                    |
| Normální vzletová hmotnost:            | 6552 kg                                                                   | 7480 kg                                                                    |
| Maximální vzletová hmotnost:           | 9525 kg                                                                   | 10 107 kg                                                                  |
| Pohonná jednotka:                      | 2 × turbohřídelový motor General Electric T700-GE-701 (o výkonu 1 696 PS) | 2 × turbohřídelový motor General Electric T700-GE-701G (o výkonu 1 940 PS) |
| Maximální rychlost draku:              | 365 km/h                                                                  | 361 km/h                                                                   |
| Maximální letová rychlost:             | 293 km/h                                                                  | 261 km/h                                                                   |
| Stoupavost:                            | 12,8 m/s                                                                  | 15,7 m/s                                                                   |
| Bojový dostup:                         | 6400 m n. m.                                                              | 4800 m n. m.                                                               |
| Dolet s interními palivovými nádržemi: | 482 km (při normální vzletové hmotnosti)                                  | 407 km (při normální vzletové hmotnosti)                                   |